# Port lotniczy Carcassonne
Port lotniczy Carcassonne (IATA: CCF, ICAO: LFMK) – port lotniczy położony 3 km na zachód od Carcassonne, w regionie Langwedocja-Roussillon, we Francji.
Na lotnisku znajduje się kampus École nationale de l'aviation civile (francuskiego uniwersytetu lotnictwa cywilnego).

## Linie lotnicze i połączenia
| Linia lotnicza | Kierunek |
| -------------- | --- |
| Ryanair        | 1. Bruksela-Charleroi 2. Dublin 3. Londyn-Stansted 4. Manchester Sezonowo: 1. Bournemouth 2. Cagliari 3. Cork 4. East Midlands 5. Edynburg 6. Porto |